# Gérard Filoche
« Filoche » redirige ici. Pour les autres significations, voir Filoche (homonymie).
Gérard Filoche, né le 22 décembre 1945 à Rouen, est un syndicaliste et homme politique français.
Inspecteur du travail de profession, il a publié de nombreux ouvrages, notamment sur mai 68 et sur le droit du travail, et contribue à différents médias (L'Humanité, Mediapart, etc.).
Militant communiste dans sa jeunesse, il est ensuite trotskiste (LC, puis LCR), jusqu'à son adhésion au Parti socialiste en septembre 1994. Il est membre du conseil scientifique d'Attac et de la Fondation Copernic.
Faisant partie des animateurs de l'aile gauche du PS, il est également membre du conseil national du PS de 1994 à 2017 et du bureau national de 2000 à 2005 puis de 2012 à 2017, sans jamais obtenir cependant de mandat électif. En 2017, il quitte le PS et fonde l'année suivante le parti Gauche démocratique et sociale (GDS).

## Biographie

### Famille
Gérard Filoche est le fils unique de René Filoche (1911-1978), cheminot menuisier-chaudronnier au dépôt Rouen-Orléans, membre de la CGT, qui fut prisonnier déporté quatre ans en Allemagne pendant la Seconde Guerre mondiale et d'Antoinette Filoche (1913-2000), aide-soignante dans une clinique privée de Rouen,. Son grand-père maternel fut tué à Verdun pendant la Première Guerre mondiale.
Il s'est marié le 4 mai 1971 avec Françoise Le Toullec (née en 1942), conseillère de Paris (PS) du 1er arrondissement, fille de Marcel Le Toullec, cheminot, militant au PCF, ancien combattant de 1914-1918 et résistant. De ce mariage naîtront trois enfants :
- Léa Filoche (née en 1978), coordinatrice du parti politique Génération.s[4] et adjointe à la maire de Paris[5].
- Emma Filoche[6] (née en 1979).
- Germain (né en 1983), professeur[6].

Il est aussi le père de Louise Fasso-Monaldi (née en 1985), dont la mère biologique est Sybille Fasso, une amie de son épouse Françoise Le Toullec, qui lui a demandé cela. Cette naissance répond au projet parental de Sybille Fasso et de sa compagne Sylviane Monaldi,,,.
Il sera ensuite, avec Françoise Rambaud, le père de Louis Rambaud Filoche (né en 1999), de Marie Rambaud Filoche (née en 2000) et de Luc Rambaud Filoche (né en 2003).

### Études
Gérard Filoche fait ses études secondaires au lycée Fontenelle à Rouen puis au lycée des Bruyères à Sotteville-lès-Rouen de 1962 à 1963 où il obtient un baccalauréat en philosophie,. Il est ensuite étudiant à l'université de Rouen où il obtient une licence et un certificat de maîtrise de philosophie en 1968.
En Mai 68, la ville connait une effervescence. Dès le 12 janvier 1967, vingt militants du mouvement Occident, venus de Paris, attaquent les comités Viêt Nam devant le restaurant universitaire du Panorama à la Cité universitaire de Mont-Saint-Aignan. Un militant, Serge Bolloch, frappé à coups de clé anglaise, est laissé dans le coma. Il deviendra journaliste au Monde à la rubrique universitaire du service éducation puis rédacteur en chef (2003) et directeur adjoint de la rédaction du Monde en 2007. Gérard Longuet, Alain Madelin et Patrick Devedjian et dix autres militants d'Occident sont condamnés le 12 juillet 1967 pour « violence et voies de fait avec armes et préméditation ». La même année, une manifestation contre la Réforme Fouchet des universités rassemble 2 000 personnes au lieu des 300 espérées et la pièce d’Armand Gatti, V comme Vietnam fait un tabac au centre culturel Voltaire de Déville-lès-Rouen. Une manifestation de 3000 personnes a lieu dès le mardi 7 mai. Quatre amis ayant tenté de rejoindre la Nuit des barricades de Mai 68, parmi lesquels Gérard Filoche, l'évoquent dans un amphithéâtre bondé le lendemain et plus de 30 000 personnes défilent à Rouen le 13 mai. Un comité de grève est élu en assemblée générale à l’applaudimètre, avec Gérard Filoche, Michel Labro, futur journaliste à L’Express et au Nouvel Obs, Jean-Marie Canu, ou encore Jean-Claude Laumonier, futur cadre infirmier au centre hospitalier du Rouvray.

### Activités professionnelles
Il fut successivement à partir de 1962, moniteur de colonie, facteur, conducteur de train, manutentionnaire, chauffeur-livreur, maître-auxiliaire, enseignant de philosophie (de 1964 à 1965 au lycée des Bruyères à Rouen), journaliste, un des dirigeants du quotidien Rouge (du 15 mars 1975 au 29 janvier 1979), ouvrier du livre (de 1975 au 29 janvier 1979), puis contrôleur du travail à la formation professionnelle (de 1982 à 1985). Nommé inspecteur du travail pour ses 40 ans en 1985, il exerce ses fonctions d'abord dans l'agriculture en Champagne-Ardenne (de 1987 à 1989), ensuite dans le 3e arrondissement de Paris (de mars 1989 à avril 2003) et enfin dans le 2e arrondissement de Paris (d'avril 2003 jusqu'à sa retraite le 23 décembre 2010).

### Inspecteur du travail
Il est également connu du fait de sa profession d'inspecteur du travail. Cette activité lui a valu d'être nommé personnalité qualifiée de 1999 à 2001 au Conseil économique et social par Lionel Jospin, où il fit adopter un avis sur les 20 ans de CHSCT.
Il défend les « 35 h sans perte de salaire » à partir de 1994, dans une pétition lancée par trois syndicalistes, René Mourgues (FO PTT Île-de-France), Bruno Lemerle (CGT Peugeot) et Raymond Vacheron (CFDT textile Le Puy). Cette pétition est signée par Henri Emmanuelli en juin 1994. Il mènera ensuite campagne pour deux projets de loi sur les 35 h, en 1998 et 1999, avec des collègues inspecteurs du travail appartenant aux Verts, au MRC, à la LCR, au PCF et au PS.
Il a collaboré à un documentaire de 70 minutes de Richard Bois, La dernière digue, l'inspection du travail, diffusé sur France 2 le 2 avril 2000. Il est à l'origine de l'idée et a collaboré au téléfilm Simon le juste, avec Dan Franck et Gérard Mordillat, diffusé sur France 2 le 29 janvier 2003.
En 2007, il est menacé d’être mis en examen par le juge Yves Madre pour avoir menacé dans son activité professionnelle régulière un employeur de lui dresser un procès-verbal : le patron porte plainte pour « chantage ». Le juge interroge Gérard Filoche (en présence de son avocat) pendant cinq heures au Palais de justice de Paris, le 9 mars 2007, et renonce, finalement, à le mettre en examen.
De 2006 à 2008, il est l'un des principaux opposants à la recodification du Code du travail, dont il critique des changements défavorables aux salariés.
À la fin de l'année 2009, Gérard Filoche est mis en examen puis renvoyé en correctionnelle pour chantage puis entrave au fonctionnement du comité d'entreprise de Guinot - Mary Cohr à l'été 2004. Lors de la séance du comité d'entreprise statuant sur le licenciement d'une déléguée syndicale CGT, Gérard Filoche aurait imposé sa présence et exercé des pressions sur les membres du comité d'entreprise. En fait le CE était « bidon », composé d'un seul membre au service de l'employeur. Une pétition de soutien à Gérard Filoche recueille plus de 42 000 signatures en quelques semaines. Dans cette même affaire, le comité d'entreprise donne un avis indicatif favorable au licenciement de la déléguée syndicale, Gérard Filoche refuse de donner l'autorisation de licenciement, le ministère du Travail casse cette décision, puis le tribunal administratif confirme la légitimité de la décision de Gérard Filoche contre l'avis du directeur général du travail, Jean-Denis Combrexelle. Le 12 octobre 2011, il est relaxé en première instance par le tribunal correctionnel de Paris. L'institut de beauté ayant fait appel du jugement, le 3 juillet 2012 la Cour d’appel du TGI de Paris, après huit ans de procédures, juge irrecevable la plainte attribuée au CE Guinot,. L'administration, qui la lui avait refusée, finit par lui accorder la « protection fonctionnelle » dans cette affaire le 26 juillet 2012.
Au premier semestre 2013, il s'oppose à l'ANI (Accord National Interprofessionnel du 11 janvier 2013) avant que celui-ci ne devienne la loi du 14 juin 2013. Puis il refait campagne en défense du droit à la retraite à 60 ans sans décote sous le slogan « pas un trimestre de plus, pas un euro de moins ».

### Militant communiste, trotskiste et syndical
D'origine ouvrière (père cheminot menuisier-chaudronnier à la SNCF et mère aide-soignante), il fait des études de philosophie à l'université de Rouen et adhère à l'Union nationale des étudiants de France (UNEF). Il adhère à la Confédération générale du travail (CGT) en 1963. Il devient membre de l'Union des étudiants communistes (UEC) et du Parti communiste français (PCF) ; il en est exclu en 1966. Il anime le Comité Vietnam de Rouen, cofonde la Jeunesse communiste révolutionnaire (JCR, trotskiste) et participe à Mai 68 en tant que dirigeant du comité de grève des étudiants de Rouen. Il devient président de l'Association générale des étudiants rouennais-UNEF. Il anime une puissante section de la Ligue communiste à Rouen après 1968.
Il participe à la fondation de la Ligue communiste en 1969, puis de la Ligue communiste révolutionnaire (LCR) en 1974, et siège 25 ans au bureau politique de ces deux mouvements successifs. Sa compagne, Françoise Filoche, rencontrée en 1961, qui est à l'origine de son engagement politique, est l'une des premières féministes de la Ligue communiste, organisant un courant révolutionnaire au début des années 1970 au sein du Mouvement de libération des femmes (MLF).
Après la dissolution de la Ligue communiste en 1973 et la constitution de la LCR un an plus tard, Gérard Filoche obtient que soit accepté le droit à une tendance au sein de la LCR et participe à la création de la tendance T1 (20 % des voix au congrès de 1975) ; elle se renouvellera au congrès de 1976. Elle se différenciera sur l'analyse de la révolution portugaise de 1975-1976. Elle se distinguera en défendant un « travail de masse », un « front unique » et un « gouvernement PS-PC » (syndicat étudiant, syndicat lycéen, syndicat de soldats, unité des syndicats de salariés). Elle représente l'opposition à la T2, majoritaire, d'Alain Krivine, Daniel Bensaïd et Henri Weber. Il ne s'alliera avec Alain Krivine qu'en 1978, alors que la LCR ferme le quotidien Rouge et effectue un plan social de licenciement, dont Gérard Filoche est chargé. Membre de la majorité en 1979, il ne pourra empêcher la scission d'une aile de son ancienne tendance avec Daniel Gluckstein, qui se rallie au lambertisme au congrès de L'Haÿ-les-Roses en novembre 1979.
Il est membre du Secrétariat unifié de la Quatrième internationale de 1979 à 1994. Il participe ou anime à plusieurs reprises des tendances internationales lors des congrès mondiaux.
En 1984, il cofonde SOS Racisme avec Julien Dray et Harlem Désir.
Il anime la minorité « unitaire » de la LCR tout au long des années 1980, avant de créer « Vent d'Est » puis le mensuel « Démocratie & Révolution » (D&R) lorsque survient la chute du mur de Berlin et le refus de la LCR de voter à gauche au scrutin de 1993. Sa tendance, après un stage collectif de réflexion à Revel en juillet 1994, rejoint le Parti socialiste.

### Militant de la gauche du Parti socialiste

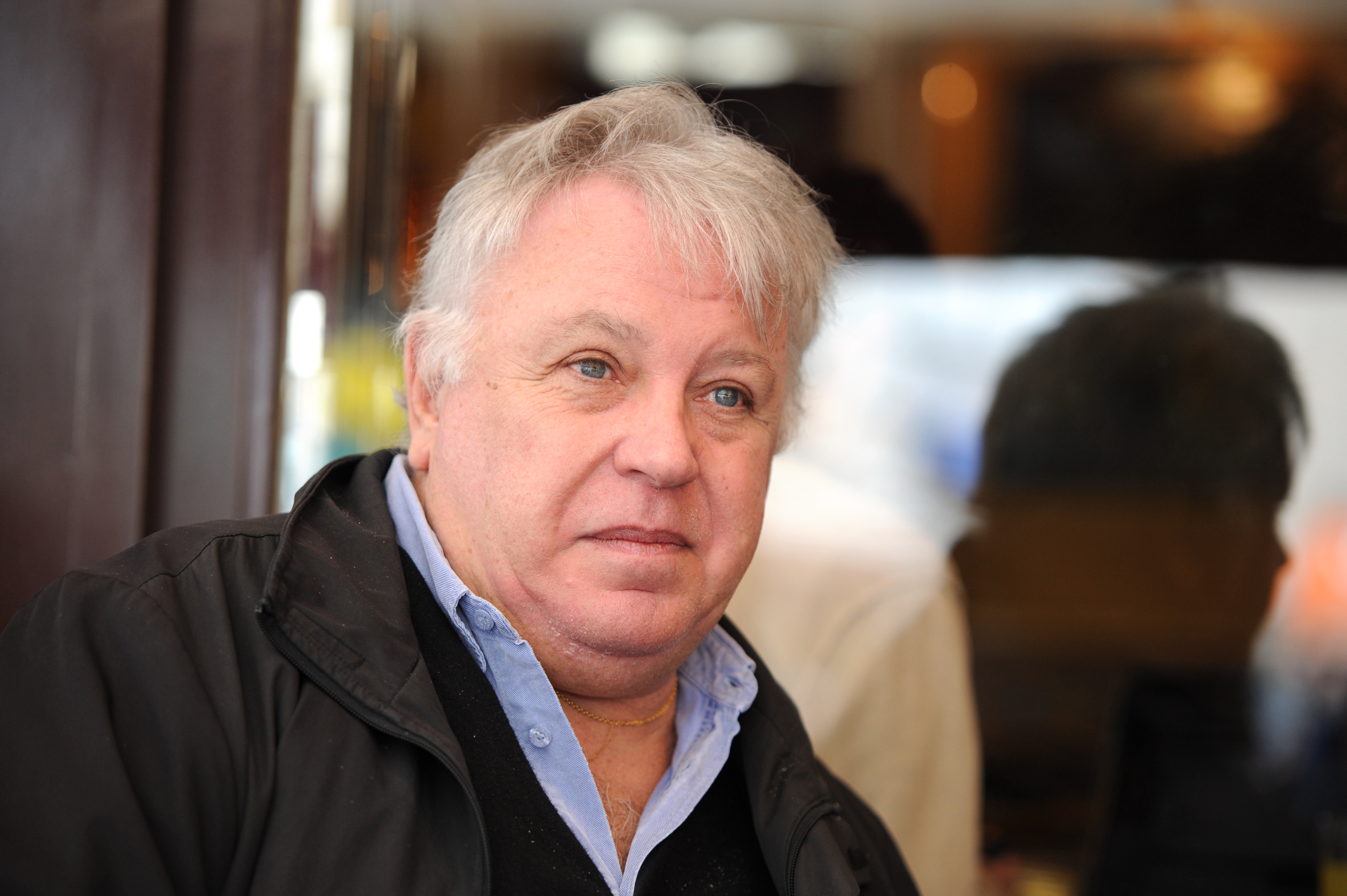
Gérard Filoche, le 08 avril 2010 à Paris.

En 1992, Gérard Filoche fonde et dirige la revue militante Démocratie & Socialisme (D&S). Initialement titrée Démocratie & Révolution, elle est la voix d'un courant minoritaire de la Ligue communiste révolutionnaire.
Début 1994, il lance avec D&S (et les syndicalistes de renom : Raymond Vacheron ; Eric Thouzeau ; René Defroment ; Jean Yves Lalanne ; Jean-Claude Branchereau, etc.) une campagne pour « les 35 heures sans perte de salaires ». Il rejoint en septembre 1994 le Parti socialiste avec 150 autres militants, et intègre immédiatement son Conseil national. Il est un fervent défenseur de l'union de toute la gauche.
En 1999, le Medef de Seine-et-Marne lui fait procès au motif qu'il a dit sur France Bleu Melun que « les patrons trichaient avec les 35 heures » et parce qu'il « démoralise les chefs d'entreprise » ; il gagne ce procès, et le Medef de Seine-et-Marne est condamné à payer une ammende de 10 000 francs pour abus du droit d'ester en justice.
Dans le numéro de juin-août 2000, la revue attribue, en « une », le titre d'« ennemi public n°1 » au vice-président du Medef Denis Kessler, ce qui lui vaut un procès pour injure publique perdu par le représentant patronal.
De 2000 à 2005, il est membre du Bureau national du Parti socialiste. Le courant issu de la LCR intègre en 1995 avec la Gauche socialiste (GS). La revue Démocratie et Socialisme, animée par les proches de Gérard Filoche, se veut passerelle entre les différentes sensibilités de la gauche du PS. Candidat en 45e position (non éligible) sur la liste PS des européennes en 1999, il est évincé des élections municipales de Combs-la-Ville en 2001, alors qu'il est secrétaire de section depuis cinq ans, après quatre votes et à une voix près, et n'a donc jamais eu de mandat électif. Il essaie d'empêcher l'éclatement de la Gauche socialiste à l'été 2002, faisant adopter à l'unanimité les « thèses de Nantes », mais l'antagonisme de Jean-Luc Mélenchon et de Julien Dray impose la scission malgré les démarches de Filoche. Puis il cofonde en 2002, le courant Nouveau Parti socialiste (NPS), alors que le courant D&S se partage entre Nouveau Parti socialiste (de Vincent Peillon, Arnaud Montebourg et Benoît Hamon) et Nouveau Monde (NM, d'Henri Emmanuelli et Jean-Luc Mélenchon)[source insuffisante].
Il mène campagne pour le « Non » au Traité constitutionnel européen, contre la position officielle du Parti socialiste, alors que le courant NPS, qui s'est aussi prononcé pour le « Non », ne mène pas campagne. Il milite pour le rapprochement des courants de gauche du Parti socialiste, notamment lors d'un grand meeting à la halle Georges-Carpentier à Paris le 10 avril 2004, qui rassemble 40 % du PS (NPS, NM, FM et D&S). Il fait le tour de France, 20 régions, en « trio socialiste » avec Marc Dolez et Jacques Généreux, 86 meetings devant 36 000 personnes du 29 mars 2005 au 29 mai 2005, aidant le « Non socialiste » à gagner. Poussé vers la sortie du courant NPS par Vincent Peillon à cause de cette campagne publique, il cofonde en 2005 le courant Alternative socialiste (AS) avec Henri Emmanuelli, Marc Dolez et Jean-Pierre Masseret. Il milite pour une alliance négociée entre AS et NPS pour le congrès du Mans, mais il refuse la synthèse, de même que Marc Dolez. Les deux fusionnent leurs sensibilités dans le courant Forces militantes pour la démocratie et le socialisme (FMD&S). Gérard Filoche refait un tour de France de meetings à l'occasion de la mobilisation victorieuse contre le CPE au printemps 2006, puis contre la « recodification du Code du travail » de 2007 au 1er mai 2008.
Néanmoins, Marc Dolez décide de rompre unilatéralement l'alliance FMD&S après la désignation de Ségolène Royal comme candidate à l'élection présidentielle de 2007. Alors que Gérard Filoche, qui avait milité pour la désignation de Laurent Fabius, choisit de mener la campagne de Ségolène Royal pour battre Nicolas Sarkozy, Marc Dolez refuse de faire campagne pour la candidate désignée.
En juin 2008, il est le premier signataire d'une des vingt et une contributions déposées dans le cadre de la préparation du congrès de Reims du PS[source insuffisante]. En septembre 2008, il cofonde la motion de gauche Un monde d'avance (UMA) avec Henri Emmanuelli, Marie-Noëlle Lienemann et Benoît Hamon : « Un monde d'avance : reconstruire l'espoir à gauche ». Il anime la campagne nationale autour de l'appel d'ATTAC, de la fondation Copernic, de la FSU, de Solidaires et de la CGT pour le droit à la retraite à 60 ans sans décote et pour tous au cours de l'année 2010. Parmi les premiers, il soutient l'idée de la candidature de Martine Aubry à l'élection présidentielle de 2012[source insuffisante].
Au congrès de Toulouse, il présente sa contribution « Redistribuer les richesses d'abord » avec le courant D&S, puis, actant des divergences stratégiques avec le courant Un monde d'avance de Benoît Hamon, lequel refuse de présenter une motion, il est le numéro 2 de la motion 3 « Maintenant la gauche : le social au cœur » avec Emmanuel Maurel. Il est réélu au Bureau national le 15 novembre 2012.
Il mène campagne pour que le gouvernement de gauche refuse l'« ANI-Medef » du 11 janvier 2013, pour qu'il amnistie les syndicalistes, pour qu'il conduise une politique plus à gauche. Il est placé sous les feux des médias pour un coup de gueule télévisé (le 2 avril 2013 sur LCI) contre la corruption du ministre du budget Jérôme Cahuzac et publie le 13 juin un livre Le choc, après Cahuzac (Jean-Claude Gawsewitch Éditeur)[réf. nécessaire].
Il défend le contrôle des licenciements, la semaine de 32 heures, la hausse du SMIC, la retraite à 60 ans, un salaire maxima à 20 fois le SMIC, une réforme fiscale et bancaire d'envergure. Ces thèmes sont repris en septembre 2014 dans Comment résister à la démolition du code du travail et en mars 2015 dans son 31e livre Vive l'entreprise ?[réf. nécessaire].
En 2016, il s'oppose à la loi El Khomri.
Sous la présidence de François Hollande, la revue ne relève que onze engagements tenus sur 70, mais également « neuf régressions qui n’étaient pas prévues ».
Gérard Filoche estime que « le quinquennat Hollande est le pire que la gauche ait connu en cent ans d'histoire ».

### Depuis 2017

#### Élection présidentielle de 2017
Le 14 juin 2016, lors d'un passage dans l'émission Là-bas si j'y suis, il se déclare candidat à la primaire à gauche pour l'élection présidentielle de 2017 sur un projet qu'il résume par la suite de chiffres « 1800-32-60-20-5 », à savoir : le SMIC à 1 800 € par mois, la semaine de 32 heures, la retraite à 60 ans, aucun salaire supérieur à 20 fois le SMIC et pas plus de 5 % de travailleurs précaires dans l'entreprise.
Le 17 décembre, il est écarté de la primaire, faute d'un nombre de parrainages suffisant. Dès l'annonce de la décision de la Haute autorité du PS, il indique son intention de déposer deux recours, qui seront rejetés.
Le mois suivant, il apporte son soutien à Arnaud Montebourg. Après la défaite de ce dernier au premier tour, il décide de soutenir Benoît Hamon, arrivé en tête devant Manuel Valls et qui remporte finalement la primaire.
Il se bat ensuite pour un accord politique entre Benoit Hamon et Jean-Luc Mélenchon, afin de parvenir à une candidature unique de la gauche au premier tour. Lors d'un rassemblement, il déclare qu'« il faut additionner des voix pour être au deuxième tour, la division ne nous a jamais fait gagner, jamais, jamais. Nous demandons un accord politique, une plateforme commune comme en 36 avec le Front populaire, sinon c’est la défaite assurée ».

#### Exclusion du Parti socialiste

Logo de la Gauche démocratique et sociale.

Le 17 novembre 2017, Gérard Filoche relaie sur Twitter un photomontage représentant Patrick Drahi, Jacob Rothschild et Jacques Attali entourant Emmanuel Macron, qui porte un brassard nazi où le symbole du dollar remplace la croix gammée, avec le slogan « En marche vers le chaos mondial », le tout sur fond de drapeaux américain et israélien. L'image, tirée du site d'extrême-droite Égalité et Réconciliation, est accompagnée du message : « Un sale type, les Français vont le savoir tous ensemble bientôt ». Cette publication suscite des réactions indignées d'une partie de la classe politique, notamment de La République en marche, mais aussi venant de son propre camp, comme Juliette Méadel, qui dénoncent un tweet à caractère antisémite et complotiste.
Gérard Filoche retire son tweet moins d'une heure après sa publication, mais dénonce sur son blog une « diversion », un « complot » et une « cabale » de la part du parti majoritaire. Le lendemain matin sur Twitter, il présente ses excuses concernant la diffusion de l'image : il écrit être « tout à fait désolé », indiquant qu'a priori il s'agissait d'une « image totalement banale », mais dont « à l'examen » le « montage et sa source sont bad ». Il continue cependant de dénoncer une « cabale en meute » contre lui ». Le représentant légal du PS, Rachid Temal, annonce saisir la direction collégiale du PS pour procéder à son exclusion.
Le 21 novembre 2017, le bureau national du PS décide à l'unanimité d'exclure Gérard Filoche. Le 29 novembre, L'Humanité publie une pétition signée par plusieurs personnalités qui prend la défense de Gérard Filoche et critique l'« atteinte portée à l’honneur d’un militant qui a consacré sa vie entière à défendre les libertés syndicales et le Code du travail, à lutter contre le racisme et l’antisémitisme ». Un meeting pour « rétablir son honneur » se tient à la Bourse du travail de Paris, le 9 décembre 2017.
Il demande alors que le PS fasse savoir ce qu'a exactement décidé le bureau national et qu'il lui permette un recours, mais il affirme ne recevoir aucune réponse. Il n'est plus membre du PS depuis le 13 janvier 2018 et tient une réunion le 20 janvier à Paris, avec 1 111 militants socialistes appelant à la « reconstruction de la gauche » et à la création de la Gauche démocratique et sociale (GDS).
Gérard Filoche est poursuivi en justice pour « provocation à la haine ou à la violence » devant la 17e chambre du tribunal correctionnel de Paris. Il plaide la négligence et présente des excuses publiques. Le procureur de la République requiert finalement sa relaxe le 11 octobre 2018. Le tribunal correctionnel prononce la relaxe le 12 décembre 2018.

#### Présidence d'Emmanuel Macron
Il s'oppose en 2017 aux « ordonnances Macron » qu'il qualifie d'anti-travail.
Il qualifie la présidence d'Emmanuel Macron de « thatchérienne », la « pire politique de droite depuis 1945 » : il en fait une analyse dans un ouvrage de 400 pages qui parait aux éditions de l'Archipel le 7 février 2018 « Macron ou la casse sociale ».
Il se déclare en juillet 2021 candidat à la primaire populaire, un scrutin organisé par des militants indépendants qui souhaitent une candidature commune à gauche. Il n'obtient pas les parrainages de citoyens nécessaires.
Après avoir soutenu Jean-Luc Mélenchon à l'élection présidentielle de 2022, il soutient l'union de la gauche formée par la Nupes aux élections législatives. Un membre de la GDS est candidat dans la première circonscription des Pyrénées-Atlantiques,,.
Pour les élections législatives anticipées de 2024, Gérard Filoche propose sa candidature au Nouveau Front Populaire. Gérard Filoche indique au journal Libération que sa candidature n'a pas été retenue n'ayant pas reçu de réponse de la part de Manuel Bompard, coordinateur de La France Insoumise.
En vue de congrès socialiste de 2025, Gerard Filoche annonce adhérer au Parti Socialiste pour soutenir la candidature d'Olivier Faure au titre de premier secrétaire pour ses positions en faveur du Nouveau Front Populaire[réf. souhaitée].
Le 31 janvier 2025, GDS annonce que ses adhérents et ceux de L'Après ont voté pour une fusion de deux mouvements dans le second en indiquant que « Cette fusion débute le 1er février 2025 ». Démocratie & socialisme devient le journal de L'Après. Gérard Filoche devient donc un membre de L'Après.

## Journalisme
Il contribue régulièrement aux journaux satiriques Siné Hebdo puis Siné Mensuel, intervenant principalement sur les questions relatives au Code du travail et aux droits des salariés. Il est également chroniqueur à partir de 2010 à L'Humanité Dimanche et blogueur associé des sites Marianne et Mediapart.

## Rédacteur en chef deDémocratie & Socialisme

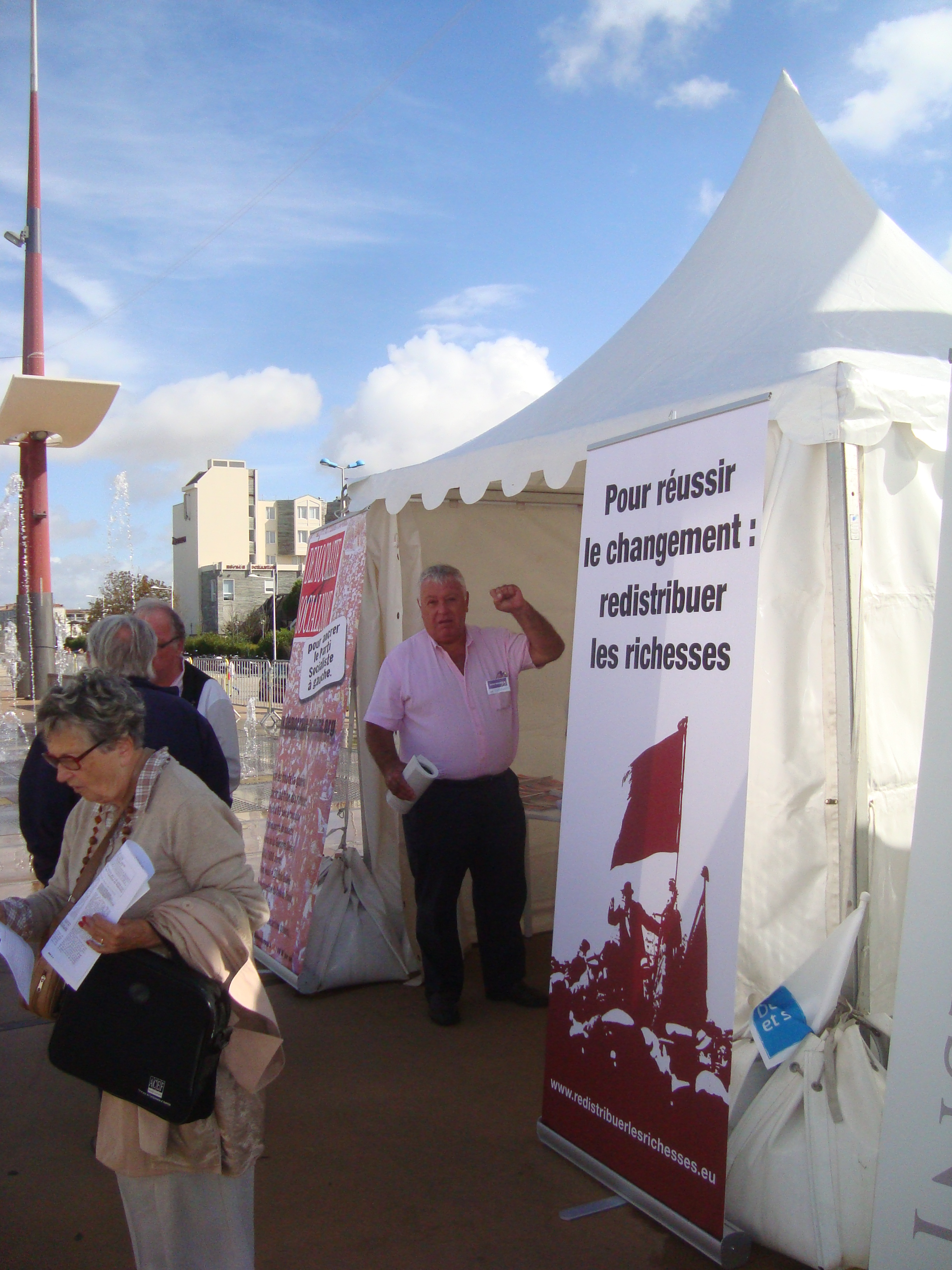
Le stand de la revue à l'Université d'été de La Rochelle, en 2012.
En chemise rose, Gérard Filoche.

Le mensuel Démocratie & Révolution est lancé en tant que publication d'un courant minoritaire de la Ligue communiste révolutionnaire. Quand ses animateurs, soit près de 20 % de la LCR, choisissent de rejoindre le Parti socialiste en 1995 pour se fondre dans le courant Gauche socialiste, animé alors par Jean-Luc Mélenchon, Julien Dray et Marie-Noëlle Lienemann, la revue prend le nom de « Démocratie & Socialisme », sous-titré « Pour ancrer à gauche le Parti socialiste ». La revue se proclame « Mensuel de la Gauche socialiste » en donne une visibilité aux différentes figures de la Gauche socialiste, mais sa direction éditoriale reste de facto le fait de Gérard Filoche et de militants, souvent syndicalistes.
Dans le numéro de juin-août 2000, la revue désigne le vice-président du Medef Denis Kessler comme « l'ennemi public numéro un », ce qui lui vaut un procès pour injure publique perdu par le représentant patronal.
Au congrès de Dijon en 2003, premier congrès après l'éclatement de la Gauche socialiste, ses animateurs et militants abonnés de la Gauche socialiste se sont partagés entre les motions « Nouveau Parti socialiste » et « Nouveau Monde » : ils ont agi pour le rapprochement politique des deux courants et pour que l’orientation du parti se tourne vers le mouvement social. D&S et NPS défendent le « non socialiste » qui l'emporte lors du référendum de 2005.
Après l’éclatement du courant NPS dont Gérard Filoche était membre, D&S fusionne un temps avec courant Forces militantes animé par Marc Dolez jusqu'à l'investiture de Ségolène Royal à la présidentielle de 2007. Dans le cadre de la préparation du congrès de Reims (2008), Gérard Filoche et ses amis déposent une contribution intitulée "D'abord redistribuer les richesses". Ils fusionnent ensuite avec celle de Benoît Hamon dans le cadre de la motion "Un monde d'avance" qui intègre la majorité nationale formée autour de Martine Aubry.
Dans le cadre de la préparation du congrès de Toulouse, D&S dépose une contribution intitulée « "Pour réussir le changement : redistribuer les richesses" » et repasse dans la minorité du parti. Sous la présidence de François Hollande, la revue ne compte à l'été que onze engagements tenus sur 70, mais également « neuf régressions qui n’étaient pas prévues ».

## Polémiques
Le 21 octobre 2014, à la suite de la mort accidentelle du PDG de Total Christophe de Margerie, Gérard Filoche tweete : « De Margerie est mort. Famille Taittinger en deuil. Les grands féodaux sont touchés. Ils sont fragiles. Le successeur nous volera-t-il moins ? ». Dans un tweet suivant, il qualifie l'homme d'affaires de « suceur de sang ». Ses messages déclenchent la colère d'une partie de la classe politique de droite mais aussi de gauche : certains, comme Patrick Mennucci ou Manuel Valls, demandent même son exclusion du PS. Saisie, la Haute autorité du PS finit par abandonner toute suite en décembre 2016.
Gérard Filoche se signale par son opposition à Emmanuel Macron lors du passage de ce dernier au ministère de l'Économie. En septembre 2015, il lance un site internet pour réclamer la démission du ministre.

## Publications
- Printemps portugais, éditions Actéon, 1984.
- Le socialisme est une idée neuve, (collectif) éditions D&R, 1991.
- Les clairons de Maastricht, coécrit avec Julien Dray, éditions Ramsay, 1992.
- Édouard Balladur et les 5 millions de chômeurs, éditions L’Harmattan, 1993.
- Pour en finir avec le chômage de masse, éditions La Découverte, 1995.
- Le travail jetable, éditions Ramsay, 1997.
- 68-98, une histoire sans fin, mémoires, éditions Flammarion, 1998.
- Le travail jetable, non, les 35 h, oui, éditions Ramsay, 1999.
- La République sociale, textes de référence de la Gauche socialiste, collectif, éditions l’Harmattan, 1999.
- Sept jours dans la vie d'Attika, coécrit avec Harlem Désir, Julien Dray, Marie-Noëlle Lienemann et Jean-Luc Mélenchon, éditions Ramsay, 2000.
- Bien négocier les 35 heures, guide pratique (et critique) à l’usage exclusif des salariés, coécrit avec Sylvian Chicote, éditions La Découverte, 2001.
- Retraites : réponse au Medef, coécrit avec Jean-Jacques Chavigné, éditions Ramsay, 2001.
- Ces années-là… quand Lionel…, éditions Ramsay, 2001.
- 20 ans de CHSCT, étude pour le Conseil économique et social, éditions Journal officiel, 2001.
- Postface aux textes de Marx-Engels sur l’Afghanistan, éditions Mille et Une Nuits, 2001.
- Carnets d’un inspecteur du travail, éditions Ramsay, 2004.
- SOS sécu !, coécrit avec Gérard Berthiot et Jean-Jacques Chavigné, éditions Au bord de l’eau, 2004.
- À celle ou celui qui portera les couleurs de la gauche en 2007, éditions Ramsay, 2004.
- On achève bien les inspecteurs du travail…, Jean-Claude Gawsewitch Éditeur, 2004.
- « La vie, la santé, l’amour sont précaires. Pourquoi le travail ne le serait-il pas ? », Jean-Claude Gawsewitch Éditeur, 2006.
- Mai 68 Histoire sans fin, Liquider mai 68 ? même pas en rêve !, Jean-Claude Gawsewitch Éditeur, 2007 (ISBN 978-2-35013-107-8).
- Salariés, si vous saviez…, éditions La Découverte, 2008 (ISBN 978-2-7071-5273-2).
- Les caisses noires du patronat, Jean-Claude Gawsewitch Éditeur, 2008 (ISBN 978-2-35013-133-7).
- Le Droit à la paresse, Paul Lafargue (1880), texte présenté par Gérard Filoche, éditions Le Passager clandestin, 2009.
- Les nouveaux carnets d'un inspecteur du travail, Jean-Claude Gawsewitch Éditeur, 2010 (ISBN 978-2-35013-201-3).
- Une vraie retraite à 60 ans, c'est possible, coécrit avec Jean-Jacques Chavigné, Jean-Claude Gawsewitch Éditeur, 2010 (ISBN 978-2-35013-224-2).
- 68-98, histoire sans fin, tome 2 : La gauche socialiste, Jean-Claude Gawsewitch Éditeur, 2011 (ISBN 978-2-3501-3254-9).
- Dette indigne !, coécrit avec Jean-Jacques Chavigné, Jean-Claude Gawsewitch Éditeur, 2011 (ISBN 978-2-3501-3313-3).
- Le choc, après Cahuzac, coécrit avec Cyril Gispert, Jean-François Claudon et Jean-Jacques Chavigné, Jean-Claude Gawsewitch éditeur, 2013.
- Une vraie retraite à 60 ans c'est possible, coécrit avec Jean-Jacques Chavigné, 3e version actualisée, Jean-Claude Gawsewitch éditeur, 2013.
- Comment résister à la démolition du code du travail ?, éditions Le vent se lève, 120 p, 2014.
- Vive l'entreprise ? en défense du code du travail, éditions Hugo & Cie, 2015.
- Comment résister aux lois Macron, El Khomri et cie ?, éditions Le vent se lève, 180 p.
- Cérium (roman), coécrit avec Patrick Raynal, éditions Le Cherche midi, 2017, 272 p.
- Décortiquer les ordonnances Macron pour mieux les combattre, éd. D&S, avec Richard Abauzit, 2017, 120 p.
- Macron ou la casse sociale, éd. L'Archipel, 2018, 390 p.
- Le Social au cœur. Mai 68 vivant : Mémoires, éd. L'Archipel, 2018, 600 p.
- Mai 1968. Une histoire sans fin (Tome II) : 1994-2017 : les années PS, éditions Atlande, 2022 (ISBN 9782350306520), 1134 p.
- Samarium  (roman), Atalante, 2022.
- La Révolution des Œillets. Portugal - 1974. (essai) Atlande, 2024, 712 p.